# Bézaudun-sur-Bîne
Bézaudun-sur-Bîne là một xã thuộc tỉnh Drôme trong vùng Auvergne-Rhône-Alpes đông nam nước Pháp. Xã Bézaudun-sur-Bîne nằm ở khu vực có độ cao từ 439-1532 mét trên mực nước biển.